# Jim Garcia
James Ronald Garcia (Chicago, 7 marzo 1944) è un ex giocatore di football americano statunitense che ha militato nel ruolo di defensive lineman nella National Football League (NFL).

## Carriera
Garcia fu scelto nel corso del secondo giro (17º assoluto) del Draft NFL 1965 dai Cleveland Browns e nel settimo giro (49º assoluto) del Draft AFL 1965 dai Denver Broncos, optando per giocare per i primi. In carriera giocò anche per i New York Giants (1966), per i neonati New Orleans Saints (1967) e per gli Atlanta Falcons (1968).